# 卡哈馬爾基利亞區

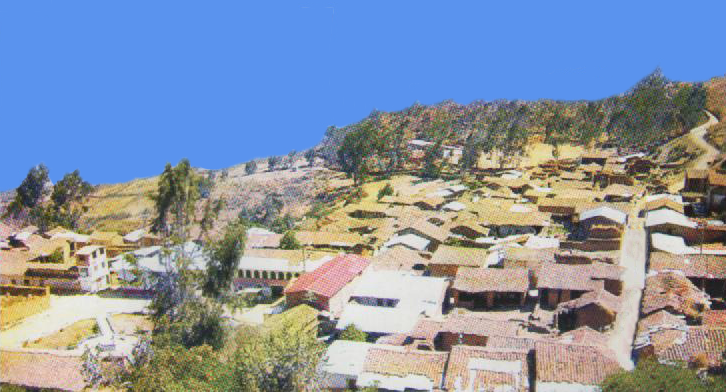

卡哈馬爾基利亞區（西班牙語：Distrito de Cajamarquilla），是秘魯的一個區，位於該國北部安卡什大區的奧克羅斯省，始建於1907年10月23日，面積75.52平方公里，海拔高度3,514米，2005年人口188，人口密度為每平方公里2.5人。